# Flinders Petrie
Sir William Matthew Flinders Petrie, FRS (3 de juny del 1853 – 28 de juliol del 1942), habitualment conegut com a Flinders Petrie, fou un egiptòleg britànic, pioner en la utilització d'un mètode sistemàtic en l'estudi arqueològic i en la preservació dels artefactes. Fou titular de la primera càtedra d'egiptologia al Regne Unit, i excavà molts dels jaciments arqueològics més importants d'Egipte. Es considera que el seu descobriment més famós fou l'estela de Merneptah, una opinió compartida per ell mateix. Petrie fou el primer a utilitzar en l'egiptologia el mètode de seriació, o datació relativa a partir dels estils de terrisseria i ceràmica trobats en diferents llocs.

## Biografia
Petrie va néixer a Charlton, Kent, Anglaterra. Era el fill de William Petrie (1821–1908) i Anne (nascuda Flinders (1812–1892). Anne era la filla del capità Matthew Flinders, explorador de les costes d'Austràlia; parlava sis llengües i era egiptòloga. William Petrie era un enginyer elèctric que desenvolupà la il·luminació d'arc de carboni i processos químics desenvolupats posteriorment per Johnson Matthey & Co
Flinders es va criar en una llar cristiana (el seu pare formava part dels germans de Plymouth), i fou educat a casa. No va rebre educació formal. El seu pare li va ensenyar com calia investigar, i establí les bases per a la seva carrera arqueològica. A l'edat de vuit anys, va ser instruït en francès, llatí i grec. També va aventurar la seva primera opinió arqueològica als vuit anys, quan uns amics que visitaven la família Petrie estaven descrivint el descobriment de la vil·la romana de Brading a l'illa de Wight. El noi es va horroritzar en sentir la brutal excavació dels continguts, i es va queixar del fet que la terra no hagués estat remoguda amb més cura, centímetre a centímetre, per veure tot el que hi havia i com es trobava. "Tot el que he fet des d'aleshores", va escriure quan ja voltava els vuitanta anys, "estava allà per començar; la veritat és que només es pot desenvolupar el que neix a la ment. Jo ja hi era en l'arqueologia per naturalesa."
Després d'estudiar a Anglaterra, va fer els primers passos en arqueologia en els monuments prehistòrics del país, incloent-hi Stonehenge. El 1880, va visitar la Gran Piràmide de Guiza, i en els anys següents va excavar arreu d'Egipte. El novembre del 1884, va accedir a un lloc a l'Egipte Exploration Found (actualment Egypt Exploration Society), en substitució d'Edouard Naville.
El 26 de novembre del 1896 es va casar amb Hilda Urlin Petrie (1871-1957) a Londres. Van tenir dos fills, John (1907-1972) i Anna (1909-1989). Originalment visqueren a Hampstead, on actualment podem trobar una placa blava del patrimoni anglès a l'edifici on vivien, 5 Cannon Place.
Del 1892 al 1933, Petrie fou el primer titular de la Càtedra Edwards d'Arqueologia Egípcia i Filologia de l'University College de Londres, càtedra fundada per Amelia Edwards. El 1913, va vendre al University College de Londres la seva col·lecció personal d'antiguitats egípcies, que formen actualment bona part del Petrie Museum of Egyptian Archaeology.
Des del 1926, els seus estudis es van centrar a Palestina, on va excavar diversos llocs fronterers entre Egipte i Palestina, com ara Tell el-Hesi, el qual va identificar erròniament com l'antiga Laquix.
El 1933, en retirar-se de la seva càtedra, es va traslladar definitivament a Jerusalem, on visqué amb la senyora Petrie a l'Escola Britànica d'Arqueologia, i posteriorment, amb seu temporal a l'Escola Americana d'Investigació Oriental (avui Institut W. F. Albright d'Investigacions Arqueològiques).
Quan va morir el 1942 a Jerusalem, Petrie va donar el seu cap (i, per tant, el seu cervell) al Reial Col·legi de Cirurgians d'Anglaterra, mentre que el seu cos va ser enterrat en el cementiri protestant del Mont Sió. La Segona Guerra Mundial estava llavors en el seu apogeu, i el transport del cap es va veure retardat. Després de ser emmagatzemat en un flascó al soterrani de la universitat, la seva etiqueta va caure i no se sabia a qui pertanyia el cap.
 No obstant això, es va identificar i s'emmagatzema ara, però no es mostra, al Reial Col·legi de Cirurgians d'Anglaterra.

## Carrera arqueològica
En la seva adolescència, Petrie va estudiar monuments prehistòrics britànics (començant amb el 'Camp britànic' de la fi del període romanobritànic, que es trobava a uns metres del seu domicili familiar a Charlton), en un intent per entendre la seva geometria (als 19 anys, va realitzar la més precisa investigació sobre Stonehenge). El seu pare havia mantingut correspondència amb Piazzi Smyth sobre les seves teories de la Gran Piràmide i Petrie va viatjar a Egipte a principis de 1880 per fer un estudi precís de Guiza, amb la qual cosa es convertí en la primera persona que investigava adequadament com van ser-ne construïdes (s'havien avançat moltes teories sobre aquest tema, i Petrie va llegir-les totes, però no es basaven en l'observació de primera mà o lògica).
L'informe de Petrie publicat sobre aquesta investigació de triangulació, i la seva anàlisi de l'arquitectura de Guiza en el mateix informe, va ser exemplar en la seva metodologia i precisió; va refutar les teories de Smyth i encara ofereix moltes de les dades bàsiques relatives a l'altiplà de la piràmide fins als nostres dies. En aquesta visita, afirmà que estava consternat pel grau de destrucció de monuments (alguns dels que figuren a les guies s'han desgastat per complet des de llavors) i mòmies. Va descriure Egipte com "una casa en flames, que s'estava destruint ràpidament", i va sentir que el seu deure era el de ser "un home de salvament, per aconseguir tot el que pogués, al més ràpid possible i després, quan tingués 60 anys, m'asseuria i ho escriuria tot."
En tornar a Anglaterra a la fi del 1880, Petrie va escriure una sèrie d'articles i després es va reunir amb Amelia Edwards, periodista i patrona de la Fundació per a l'Exploració d'Egipte (actualment, la Societat d'Exploració d'Egipte), que es va convertir en la seva gran defensora i després el va nomenar professor de la seva càtedra d'egiptologia al University College de Londres. Impressionada pel seu enfocament científic, li va oferir treballar com a successor d'Édouard Naville. Petrie va acceptar el càrrec i se li va donar la suma de 250 lliures esterlines per mes, per cobrir les despeses de l'excavació. Al novembre del 1884, Petrie va arribar a Egipte per començar les seves excavacions.
Primer de tot, es va adreçar al jaciment de l'Imperi Nou situat a Tanis, amb 170 treballadors. Va eliminar el càrrec intermediari de capatàs en aquesta i totes les excavacions posteriors; prengué el control general complet per a si mateix i eliminà la pressió del capatàs sobre els treballadors per descobrir restes ràpidament, però de manera descurada. Tot i que va ser considerat com un aficionat pels egiptòlegs més establerts, això el va fer popular entre els seus treballadors, els quals van trobar diversos descobriments petits, però significatius, que s'han perdut en l'antic sistema.

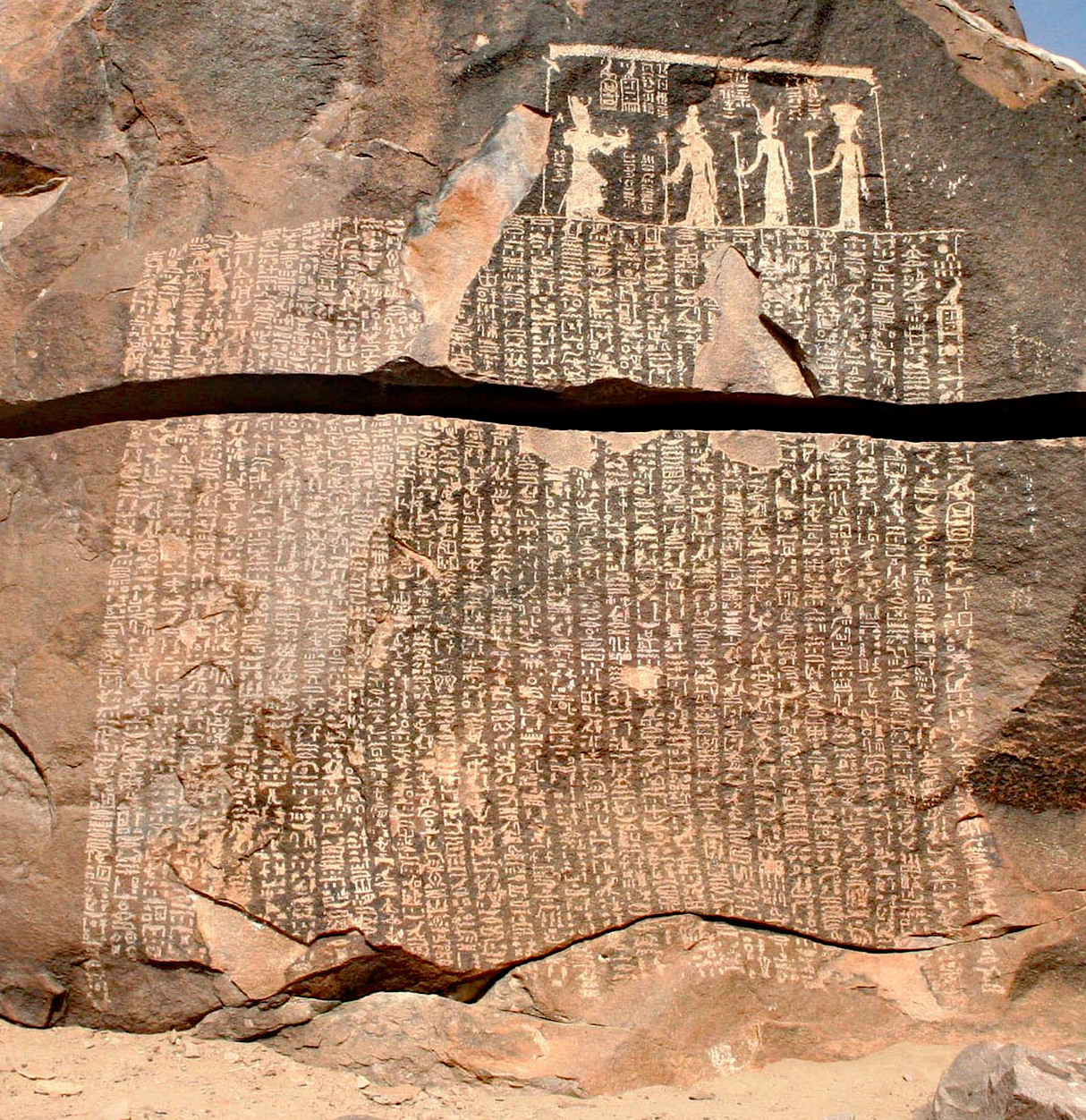
L'estela de la Fam és una inscripció localitzada a l'illa de Sehel

Al final de l'excavació de Tanis es va quedar sense fons; però, poc inclinat a abandonar el país en cas que fos despatxat, va passar el 1887 fent un creuer pel Nil per tal de fer fotografies com un registre menys subjectiu que els esbossos. Durant aquest temps, també va pujar amb escales de corda a l'illa de Sehel, prop d'Assuan, per dibuixar i fotografiar milers d'inscripcions egípcies primerenques en un penya-segat, que registraven ambaixades a Núbia, fams i guerres. En el moment en què va arribar a Assuan, un telegrama havia arribat allà per confirmar la renovació del seu finançament. A continuació, es va dirigir directament al lloc d'enterrament situat a el Faium, particularment interessat en els enterraments posteriors al 30 aC, que prèviament no havien estat totalment estudiats. Va trobar tombes intactes i 60 dels famosos retrats, i va descobrir inscripcions en les mòmies, segons les quals es mantenien amb les seves famílies de vida durant generacions abans del seu enterrament. Mercès als arranjaments d'Auguste Mariette, va enviar el 50% d'aquests retrats al Departament Egipci d'Antiguitats.
No obstant això, posteriorment, es va adonar que Gaston Maspero els havia considerat de poca importància i els havia deixat a la intempèrie en un pati darrere del museu, amb el consegüent risc de deteriorament. Iradament, va exigir que tots aquests li fossin retornats, cosa que va obligar Maspero a escollir els 12 millors objectes que el museu pogués conservar i tornar els altres 48 a Petrie, que els va enviar a Londres per a una presentació especial al Museu Britànic. Amb la represa de treball, va descobrir el poble dels treballadors de les tombes faraòniques.
El 1890, Petrie va fer la primera de moltes incursions a Palestina, i va dur a terme molts i importants treballs arqueològics. La seva excavació de sis setmanes de Tell el-Hesi (que va ser erròniament identificat com a Laquix) aquest any representa la primera excavació científica d'un jaciment arqueològic a Terra Santa. Petrie investigà un grup de tombes a Wadi al-Rababah (la bíblica Hinnom) de Jerusalem, que data en gran part de l'edat del ferro i l'època romana primerenca. Aquí, en aquests monuments antics, Petrie va descobrir dos sistemes mètrics diferents.
A partir del 1891, va treballar al temple d'Aton a Al-Amārna, i descobrí una vorera d'uns 28 m2 de l'Imperi Nou, amb un jardí pintat i escenes de caça. Això es va convertir en una atracció turística, però com no hi havia accés directe al lloc, els turistes van destrossar els camps veïns en el seu camí envers aquest lloc. Això va fer que els agricultors locals espatllessin la pintura, i és només gràcies a les còpies de Petrie que es coneix el seu aspecte original.

## El descobriment de l'estela de Merneptah
A principis del 1896, Petrie i el seu equip d'arqueòlegs estaven realitzant excavacions en un temple en l'àrea de concessió de Petrie a Luxor. Aquest complex del temple es troba just al nord de l'original temple funerari d'Amenhotep III, que havia estat construït en una plana d'inundació Drower. Inicialment, es van sorprendre pel fet que aquest monument que estaven excavant:
"També fos atribuït a Amenofis III, ja que només apareixia el seu nom en els blocs escampats sobre el lloc... Podria un rei haver tingut dos temples funeraris? Petrie va excavar i aviat va resoldre l'enigma: el temple havia estat construït per Merenptah, fill i successor de Ramsès II, gairebé íntegrament amb pedra que havia estat saquejada del proper temple d'Amenofis III. Les estàtues d'aquesta última s'havien trencat i les peces s'havien llançat als fonaments; fragments de xacals de pedra ajaguts, que un cop havien d'haver format una imponent avinguda que s'acostava al piló, i els tambors trencats, donaven una idea de l'esplendor del temple original. Es va trobar una estàtua del mateix Merenptah -el primer retrat conegut d'aquest rei .... el millor estava per arribar: es van trobar dues esplèndides esteles, dues de les quals usurpades al dors per Merenptah, que les havia girades de cara a la paret. L'una, bellament tallada, mostrava Amenofis III en la batalla amb els nubians i els sirians, i l'altra, de granit negre, feia més de deu metres d'alçada, més gran que qualsevol estela coneguda anteriorment; el text original commemora els èxits fonamentals d'Amenofis i descriu la bellesa i magnificència del temple en què havia estat. Quan es va poder girar, va aparèixer una inscripció de Merenptah que parlava dels seus triomfs sobre els libis i els Pobles del Mar, [Wilhelm] Spiegelberg, [un notable filòleg alemany], es va acostar a llegir-la, i prop del final del text va ser desconcertat per una dada, la d'un poble o tribu al qual Merenptah s'havia enfrontat victoriosament: "I.si.ri.ar?". Va ser Petrie i la seva ment imaginativa qui ràpidament va llançar una solució: "Israel!". Spiegelberg estigué d'acord que havia de ser així. "Que no estaran encantats els reverends?", va ser el seu comentari. En el sopar d'aquesta nit, Petrie va profetitzar: "Aquesta estela serà més coneguda al món que qualsevol altra cosa que he trobat". Va ser el primer esment de la paraula "Israel" en qualsevol text egipci i la notícia va sortir als titulars quan va arribar als diaris anglesos.
Durant la temporada de camp 1895/6, en el Ramesseum, Petrie i el jove egiptòleg alemany Wilhelm Spiegelberg es van fer amics. Spiegelberg estava a càrrec de l'edició de nombrosos textos descoberts pel seu col·lega britànic, i Petrie va oferir importants col·leccions d'artefactes a la Universitat d'Estrasburg. El 1897, el Kaiser-Wilhelm-Universität Straßburg, com a gratitud a Petrie, li va conferir el títol de doctor honoris causa.

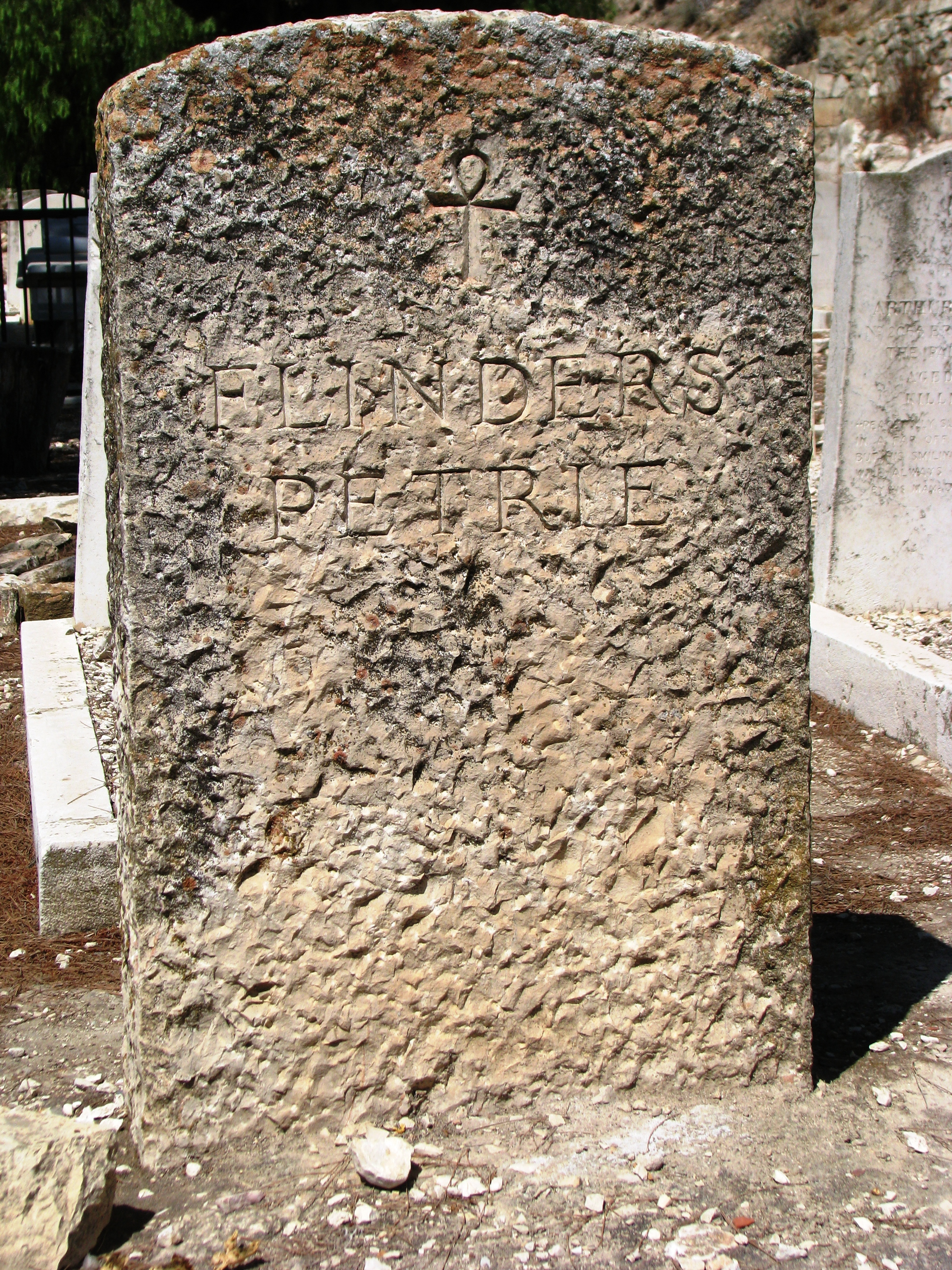
Làpida de la tomba de Petrie – cementiri protestant – Jerusalem, Israel-Palestina

El 1923, Petrie va ser nomenat cavaller pels seus serveis a l'arqueologia britànica i l'egiptologia. L'enfocament del treball de Petrie es va desplaçar permanentment a Palestina el 1926 (tot i que va seguir estant interessat en l'antic Egipte; el 1928, va excavar un cementiri de Luxor que era tan gran que va idear un nou sistema d'excavació, en què incloïa quadres comparatius de les troballes, que continua sent utilitzat en l'actualitat). Va començar a excavar diversos llocs importants al sud-oest de Palestina, incloent-hi Tell el-Jemmeh i Tell al-Ajjul.

## Llegat
El seu minuciós registre i estudi dels artefactes establí nous estàndards en l'arqueologia. En aquest sentit va afirmar: "Crec que la veritable línia d'investigació es troba en el recompte i la comparació dels detalls més petits". Mitjançant la vinculació dels estils de la ceràmica amb els períodes, va ser el primer a usar la seriació en egiptologia, un nou mètode per a establir la cronologia d'un jaciment. Flinders Petrie també va ser responsable de la tutoria i la formació de tota una generació d'egiptòlegs, incloent-hi Howard Carter.
Petrie continua sent una figura polèmica pels seus punts de vista en favor de l'eugenèsia i les seves opinions sobre altres temes socials, que es van estendre en les seves disputes amb l'expert en egiptologia del Museu Britànic, E. A. Wallis Budge. L'afirmació de Budge que la religió dels egipcis era essencialment idèntica a les religions dels pobles del nord-est i centre d'Àfrica era considerada pels seus col·legues com a impossible, ja que tots, però especialment alguns, donaven suport a Petrie en la seva afirmació que la cultura de l'antic Egipte es derivava d'un invasors europeus d'una "ètnia dinàstica", que havia conquerit Egipte a finals de la prehistòria i va introduir la cultura faraònica (Trigger, 1994).
Petrie va ser un fervent defensor de l'eugenèsia, en la creença que no hi havia tal cosa com la innovació cultural o social en la societat humana, sinó que tot canvi social és el resultat de canvis biològics, com ara la migració, i la conquesta estrangera resulta en encreuament. Petrie va declarar que la seva "ètnia dinàstica", en la qual mai no va deixar de creure, era una "bona" ètnia caucàsica, que va entrar a Egipte des del sud a la fi de període predinàstic, van conquistar la "inferior" i "esgotada" ètnia mulata que llavors habitava a Egipte, i va introduir lentament la civilització dinàstica, més perfecta, quan es va creuar amb els indígenes "inferiors" (Silberman, 1999). Petrie, que també estava afiliat a una varietat de grups d'extrema dreta i pensament antidemocràtic a Anglaterra i era un creient dedicat a la superioritat dels pobles del Nord respecte als pobles llatins i del Sud (Silberman creença, 1999), es va burlar de Budge, i va qualificar la seva afirmació que els antics egipcis eren un poble africà amb arrels a l'Àfrica oriental com a impossible i "no científica", igual que els seus seguidors.
La seva participació en l'arqueologia palestina es va examinar en l'exposició "A Future for the Past: Petrie's Palestinian Collection".

## Obres
Un cert nombre dels descobriments de Petrie es van presentar a la Royal Archaeological Society i es troben descrits en el seu Archaeological Journal pel seu bon amic i company arqueòleg, Flaxman Charles John Spurrell. Petrie va publicar un total de 97 llibres.
- Tel el-Hesy (Lachish). London: Palestine Exploration Fund.
- "The Tomb-Cutter's Cubits at Jerusalem,” Palestine Exploration Fund Quarterly, 1892 Vol. 24: 24–35.

### Contribucions a l'Encyclopædia Britannica(edició de 1911)
- Encyclopædia Britannica (edició de 1911), article "Abydos, Egypt.".
- "Egypt."
- "Pyramid."
- "Weights and Measures."

### Obres selectes
- Migrations, Anthropological Inst. of Great Britain and Ireland, 1906.
- Janus in Modern Life, G. P. Putnam's Sons, 1907.
- Some Sources of Human History, Society for Promoting Christian Knowledge, 1919.
- The Status of the Jews in Egypt, G. Allen & Unwin, 1922.
- The Revolutions of Civilization, Harper & Brothers, 1922.

## Galeria

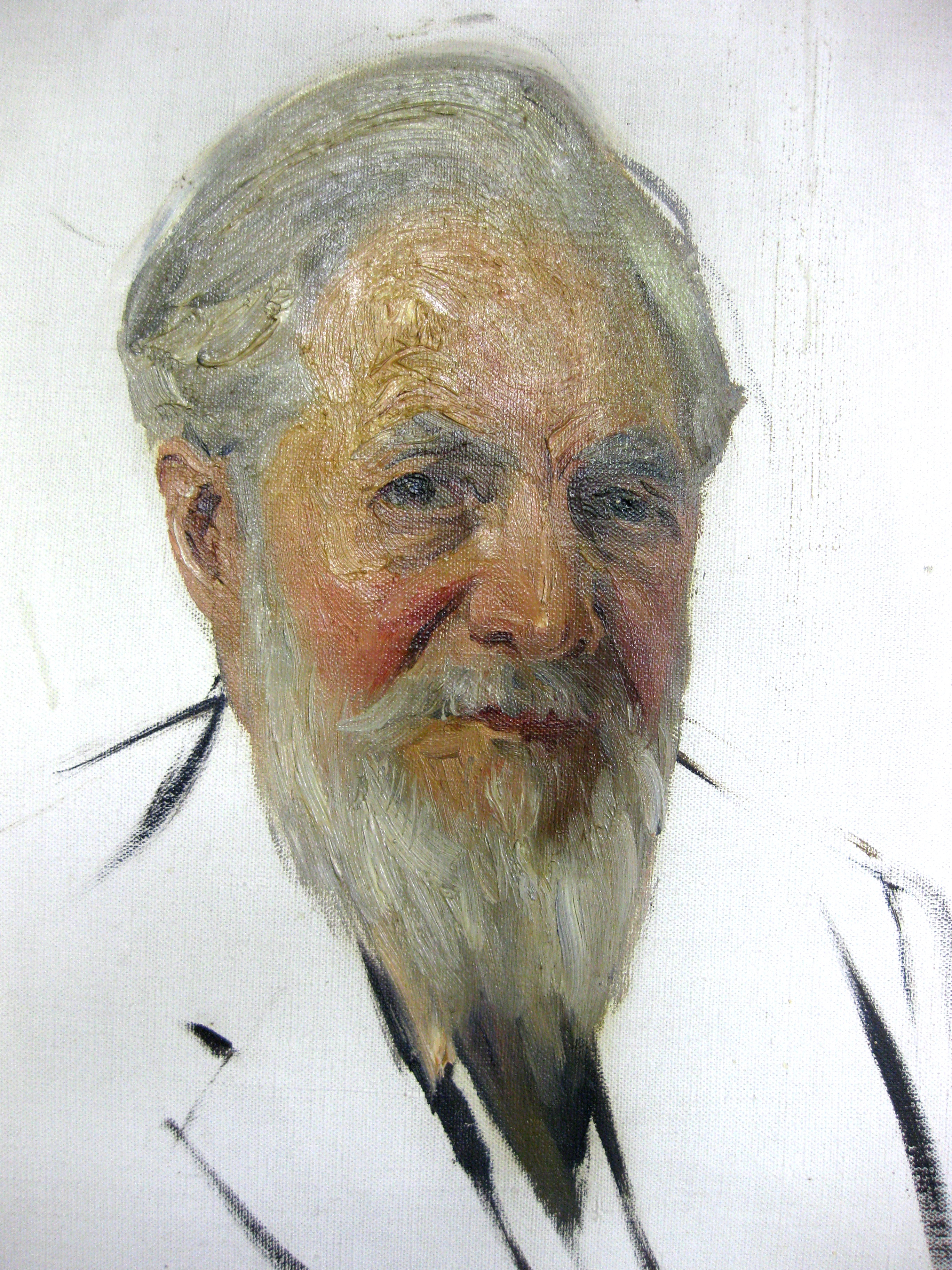
Flinders Petrie, per Ludwig Blum. Pintat a Jerusalem el 1937
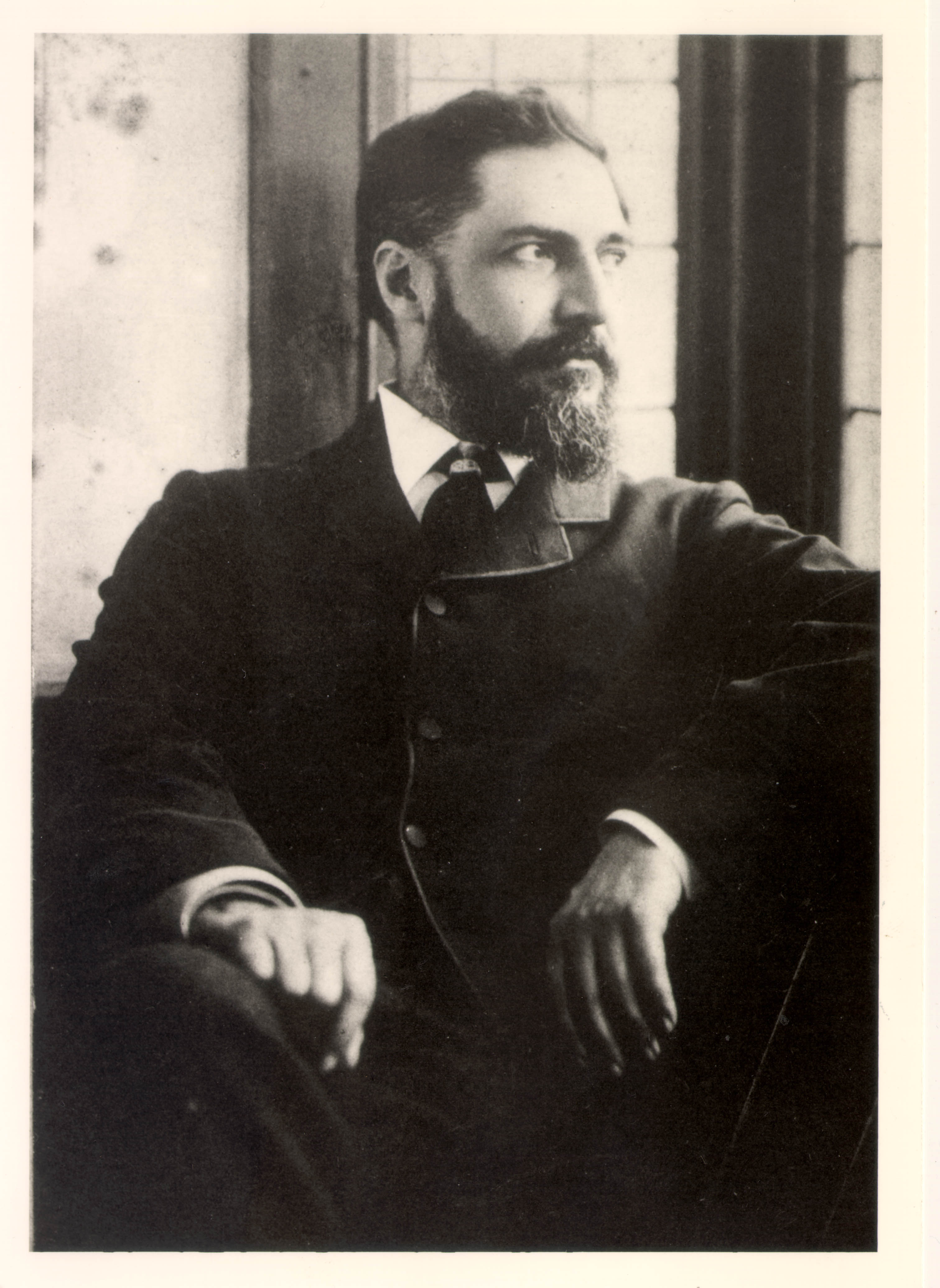
Flinders Petrie, de jove, n.d.
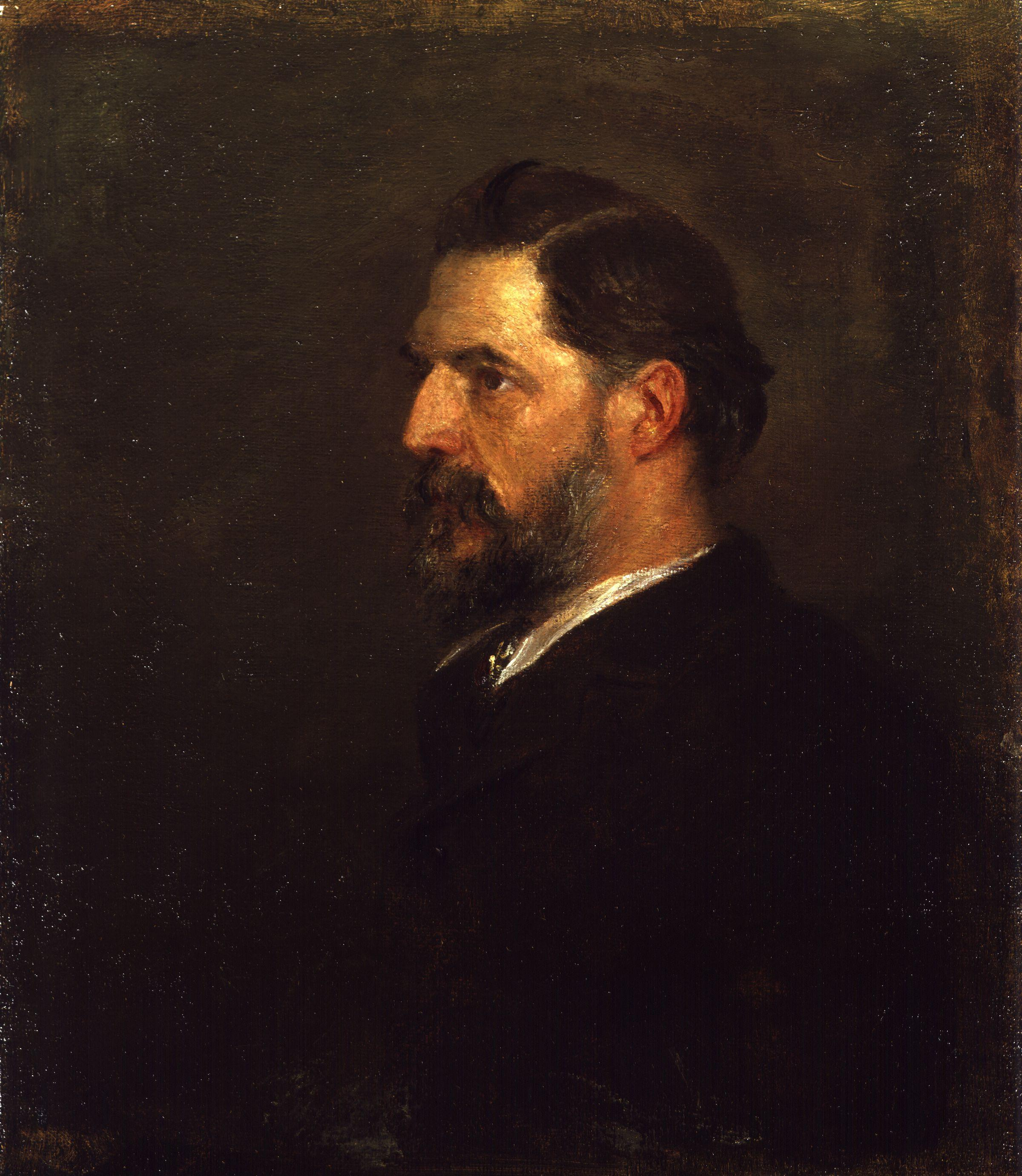
Sir Flinders Petrie, per George Frederic Watts
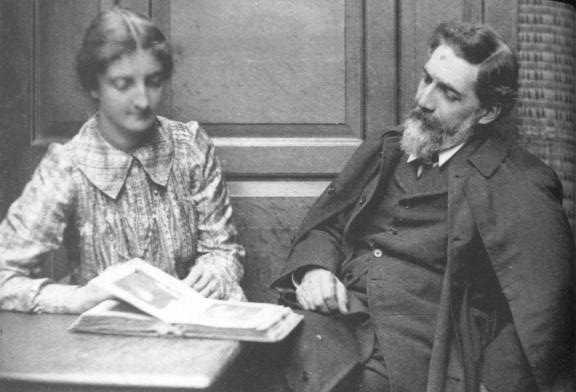
Flinders Petrie i Hilda Petrie el 1903
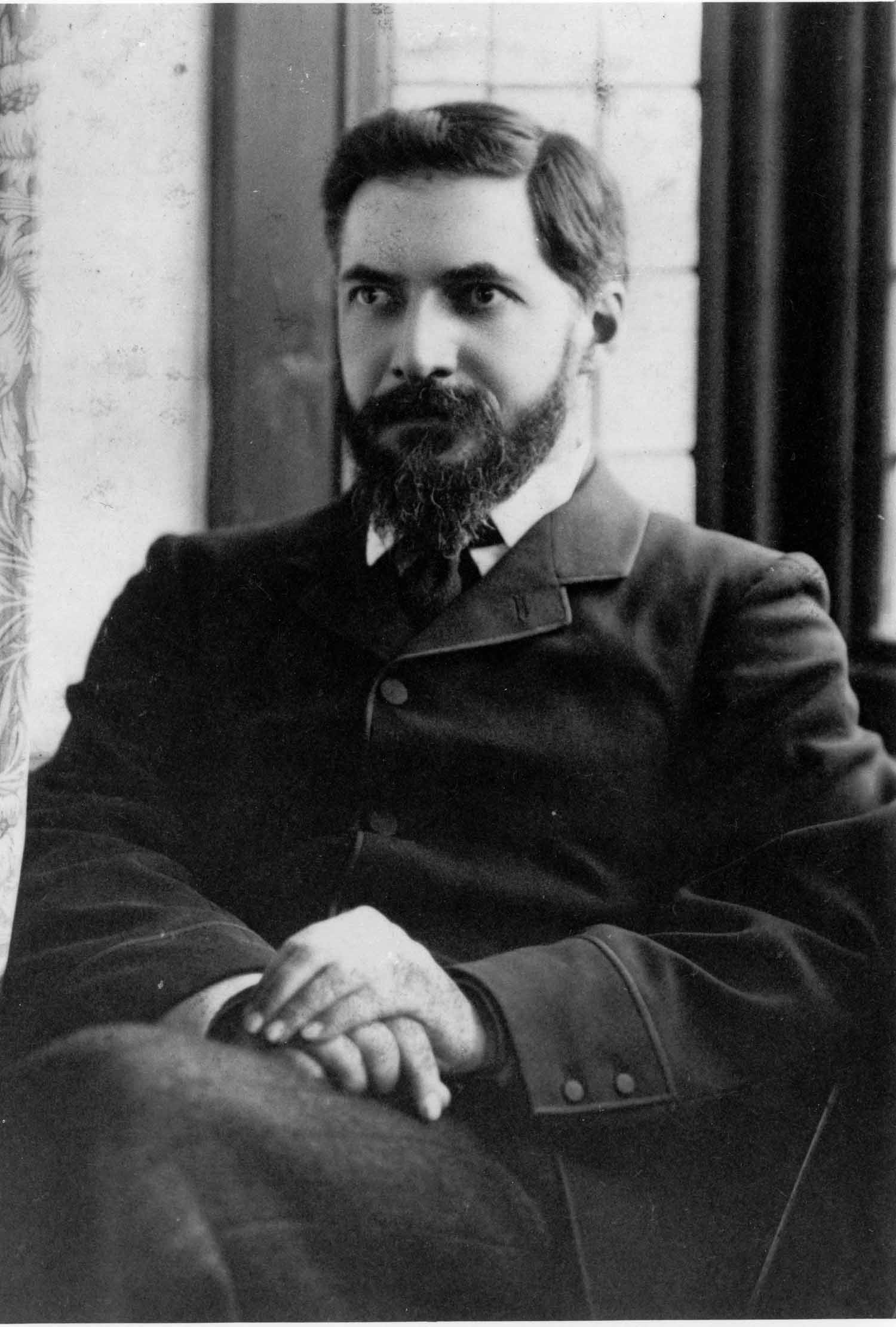
Flinders Petrie, cap al 1886
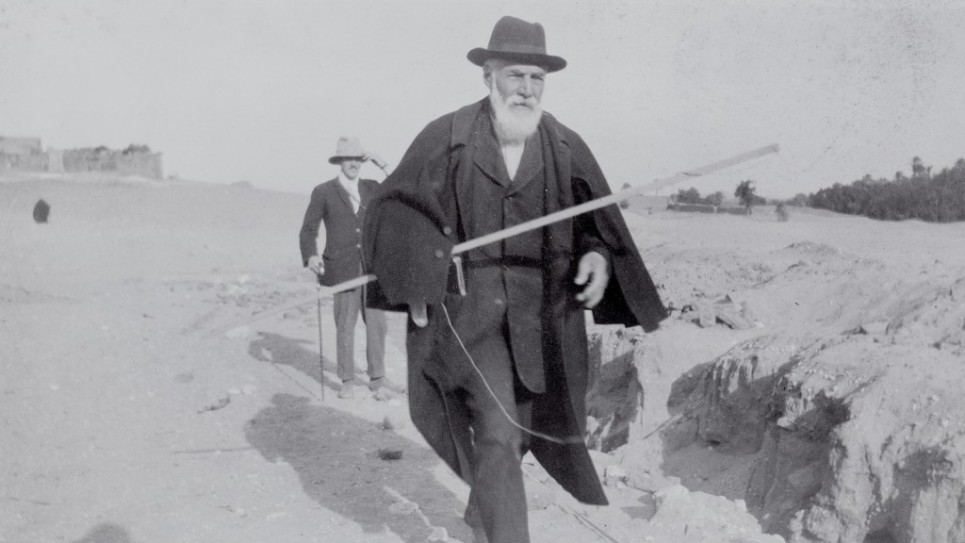
Petrie a Abidos (Egipte), 1922
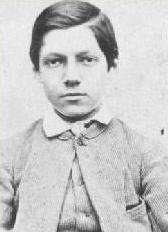
Flinders Petrie, als 12 anys, cap al 1865
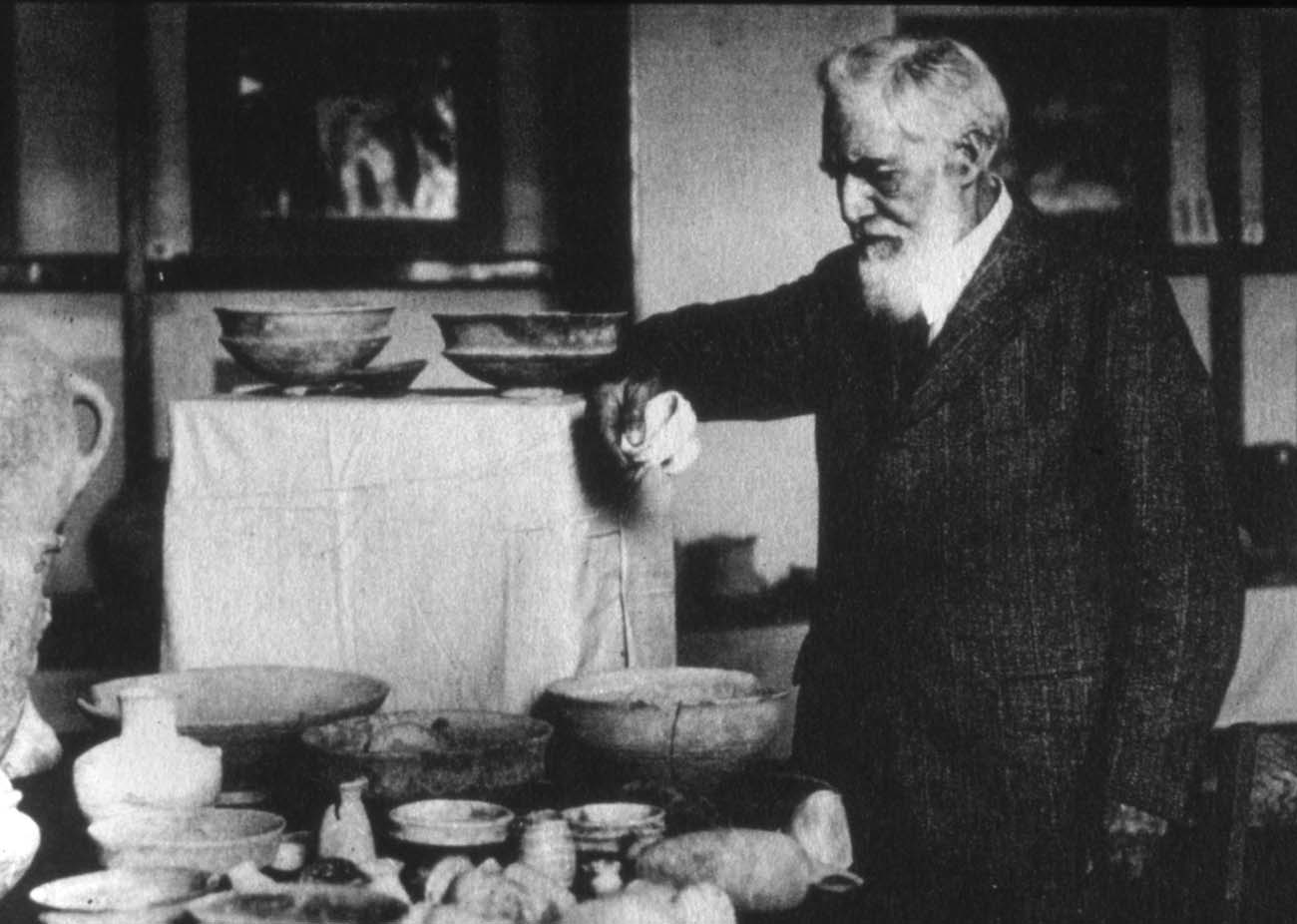
Petrie exposant material de Tell Fara a Londres
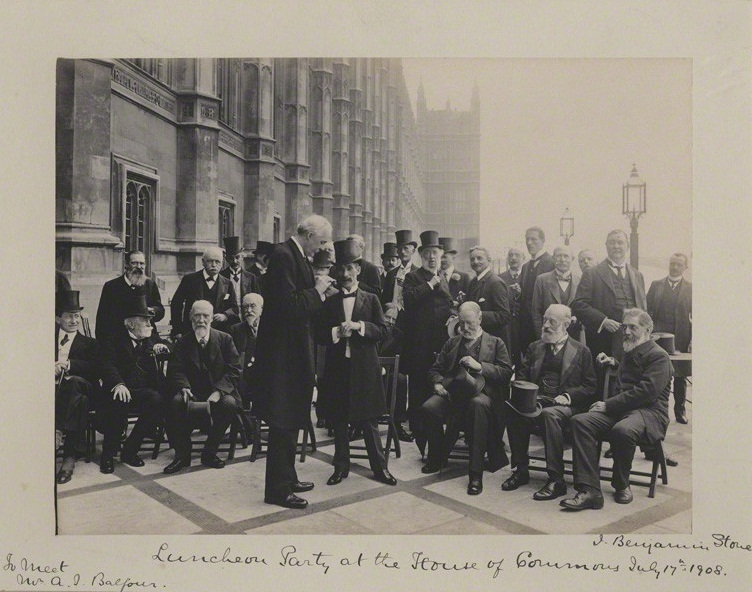
Flinders Petrie, dinar a la House of Commons, 1908